# Kamp Het Wijde Gat
Kamp Het Wijde Gat nabij Punthorst aan de Mr. J.B. Kanlaan was een werkkamp dat aanvankelijk bedoeld was om werkloze mannen bij de landontginning en de aanleg van staatsbos aan het werk te zetten.

## Indeling kamp
Dit werkverschaffingskamp had een capaciteit van 96 bedden. In 1939 valt het kamp onder de Rijksdienst voor de Werkverruiming. Het kamp werd geleid door een kok/beheerder. Deze kreeg assistentie van een hulp kok en een huishoudelijke hulp. Het kamp bestond uit twee woonbarakken, elk met acht kamers met zes slaapplaatsen, een barak met daarin de beheerderwoning, kantoor en keuken. Verder een kantine, enkele toiletten, een magazijn en waslokalen.

## Joodse periode
Vanaf 10 juli 1942 gebruikte de Duitse bezetter het kamp als tijdelijke buffer voor Westerbork en moesten de werklozen plaats maken voor  Joodse mannen, die voornamelijk uit de provincie en de stad Groningen afkomstig waren. Ze werden verplicht tewerkgesteld en zo gelijktijdig geïsoleerd van hun familie. Op 3 oktober 1942 (Jom Kipoer) werden de mannen gedeporteerd naar Westerbork. Van daaruit werden zij naar Oost-Europese vernietigingskampen gestuurd. Slechts vier van hen hebben de oorlog overleefd.

## Latere periode
De woonbarakken en kantine van Het Wijde Gat zijn later als tijdelijke behuizing naar 'Arbeid Adelt' aan de Westerhuizingerweg in Balkbrug verplaatst, waarna de kantine na nieuwbouw dienst ging doen bij de IJsvereniging Oud Avereest.